# Злін
Злін (в 1949—1990 роках  Готвальдов) — місто в Чехії, розташоване в області Моравія, у передгір'ях Західних Карпат. Лежить у долині річки Држевніце на  Візовічських та Гостинських горах. Є центром Злінського краю. Населення міста становить 77 288 жителів, а в його агломерації понад 100 000 жителів.

## Історія

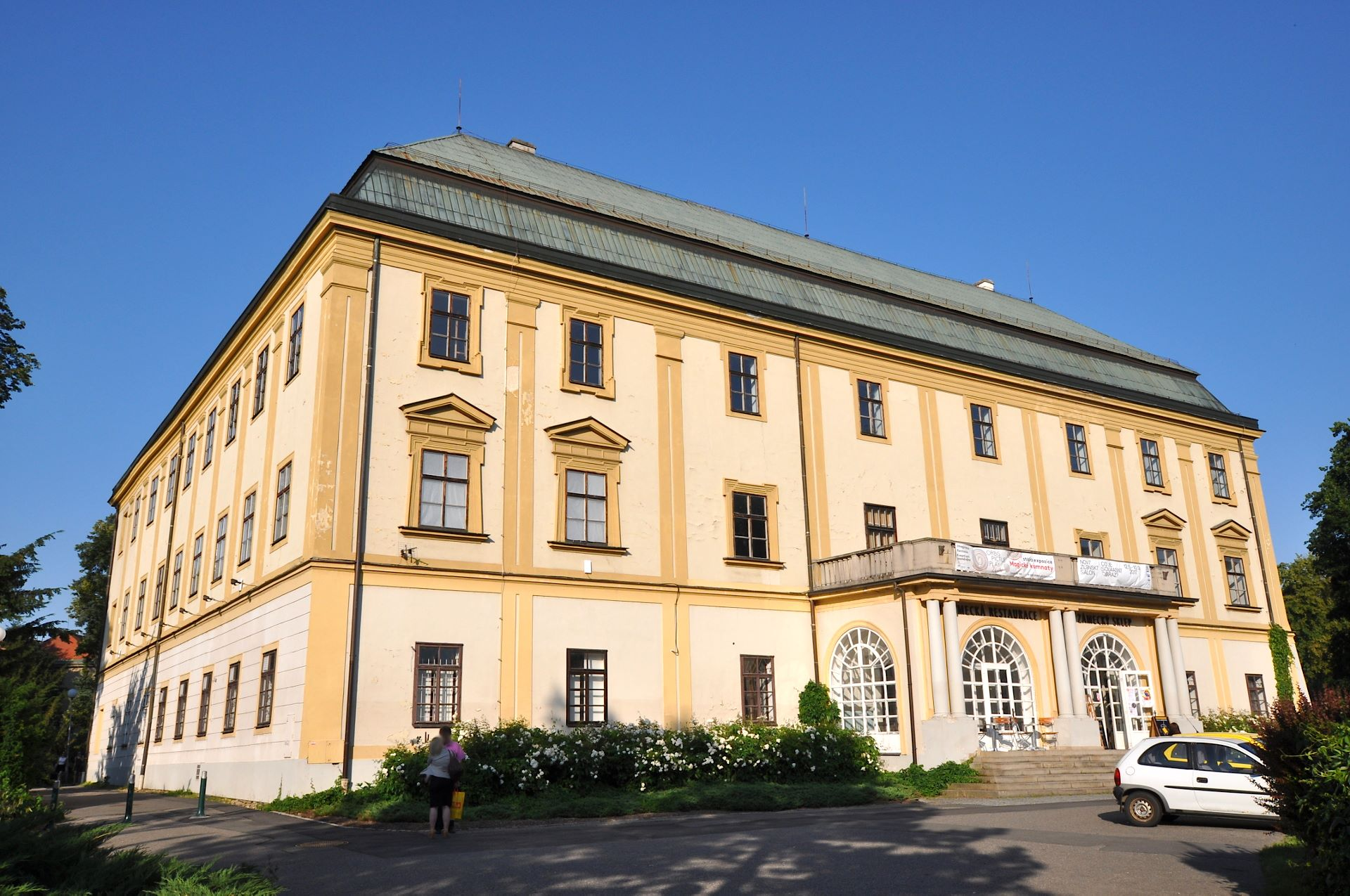
Злінський замок

### До 1894 року
Перша письмова згадка про поселення Злін походить з 1322 року, коли воно було викуплене королевою Ельжбетою Риксою та подароване Брнонському монастирю. Злін було ремісничо-цеховим центром навколишнього Валаського селища. Статус міста отримало в 1397 році — сюди входило право утримувати ринки, варити пиво та мати право на горло. Під час Тридцятилітньої війни жителі Зліна брали участь у валаському антигабсбурзькому повстанні. У 1622 році замок Злін був спалений, а навколишні будівлі та ферми пограбовані.
Злін був місцем маєтку (розмір на картах, сім століть історії Зліна), якому належало ряд місць, крім самого Зліна також Бржезнице, Желеховіце, Бонетина, Чепков, Прштене, Младцова, Збожна, Прілюки, Лужковіце, Кудлов та Ярославіце. Ще один садибний будинок знаходився у незалежному на той час містечку Маленовіце, яке нині є частиною Зліна. Маєток Злін змінив багатьох власників — найбільш відомими є Штернберки в догуситський період, Тетурові в 15-16 столітті, Роталові після тридцятилітньої війни, пізніше Сереньові та Бреттонові. Останнім приватним власником замку Злін був власник фабрики в Брно Леопольд Гаупт, у якого його відкупило  місто Злін у 1929 році.
Знаходиться на перехресті трьох історичних областей Моравії: Волошско, Словацко та Хана. У 1926 році стало сучасним міським центром.
На початку ХХ століття на місто значно вплинув підприємець Томаш Батя. Він та його фірма зробили настільки потужний вплив на місто, що його населення зросло в 10 разів. За вказівкою підприєця у місті було збудовано кінотеатр та 17 поверховий хмарочос (один з найвищих на той момент в Європі).

## Населення
Розвиток населення за переписом : 
| 1869 рік | 1880 рік | 1890 рік | 1900 рік | 1910 рік | 1921 рік | 1930 рік | 1950 рік | 1961 рік | 1970 рік | 1980 рік | 1991 рік | 2001 рік | 2011 рік |
| -------- | -------- | -------- | -------- | -------- | -------- | -------- | -------- | -------- | -------- | -------- | -------- | -------- | -------- |
| 2823     | 2 793    | 2834     | 2 975    | 3 557    | 4 678    | 21 582   | 53 014   | 58 119   | 64 969   | 83 983   | 84 522   | 80 854   | 75 318   |

Структура населення:

Вікова структура населення муніципалітету Злін у 2011 році
Сімейний стан жителів муніципалітету Злін у 2011 році
Освіта жителів муніципалітету Злін у 2011 році

## Відомі люди
- Андронікова Ганна
- Томаш Батя — чеський підприємець, взуттєвик-інноватор
- Том Стоппард
- Клемент Готвальд
- Фелікс Словачек
- Єва Іржична (* 1939) — британський і чеський архітектор і дизайнер

## Галерея

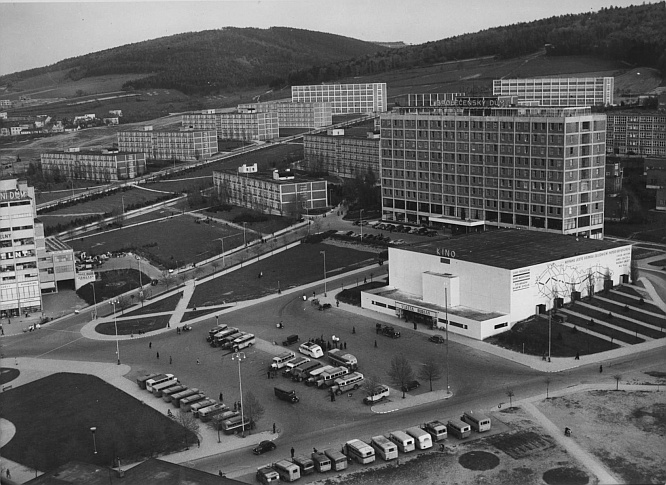
Робоча площа.
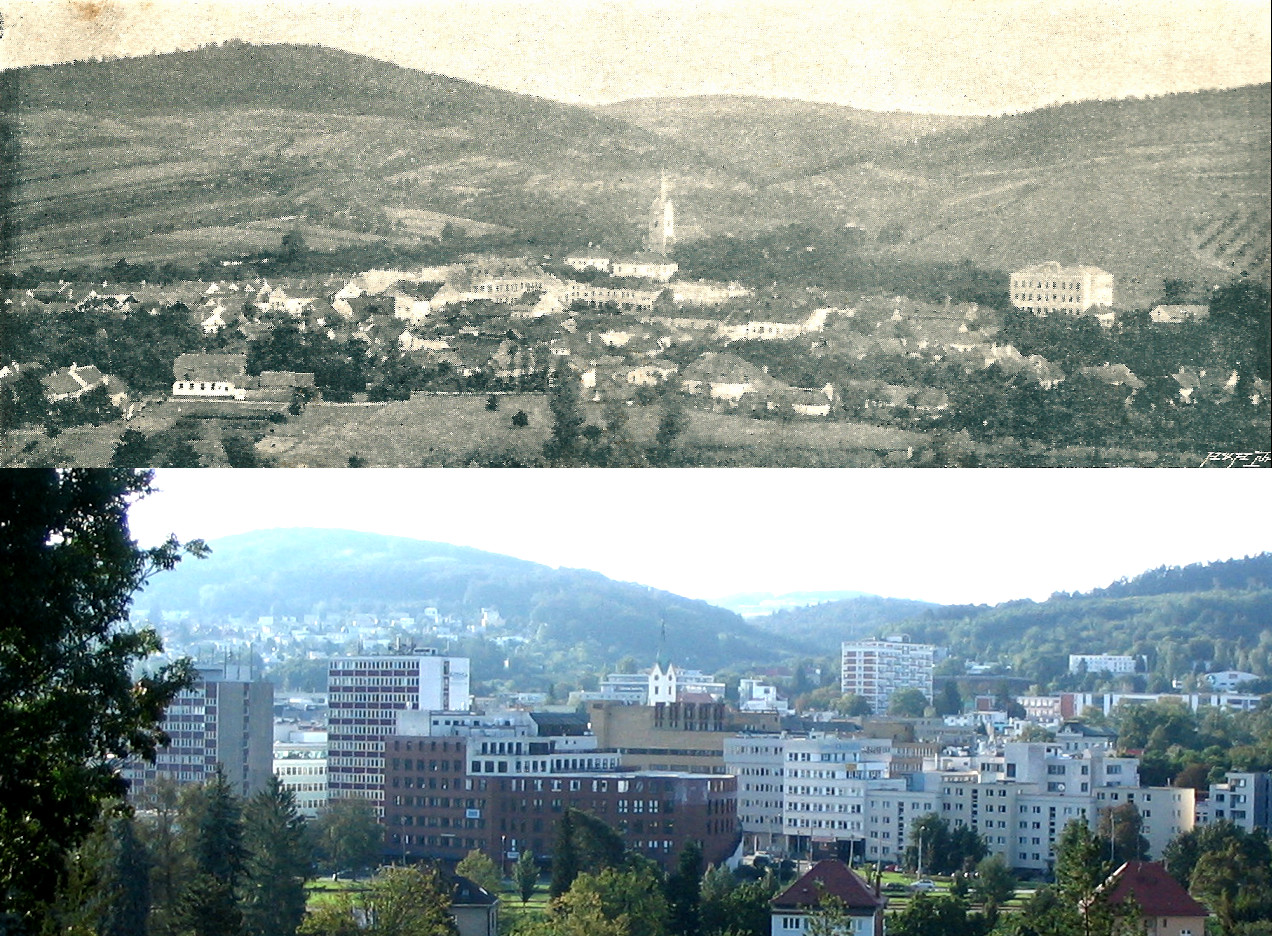
Злін у 1898 та 2019 роках.
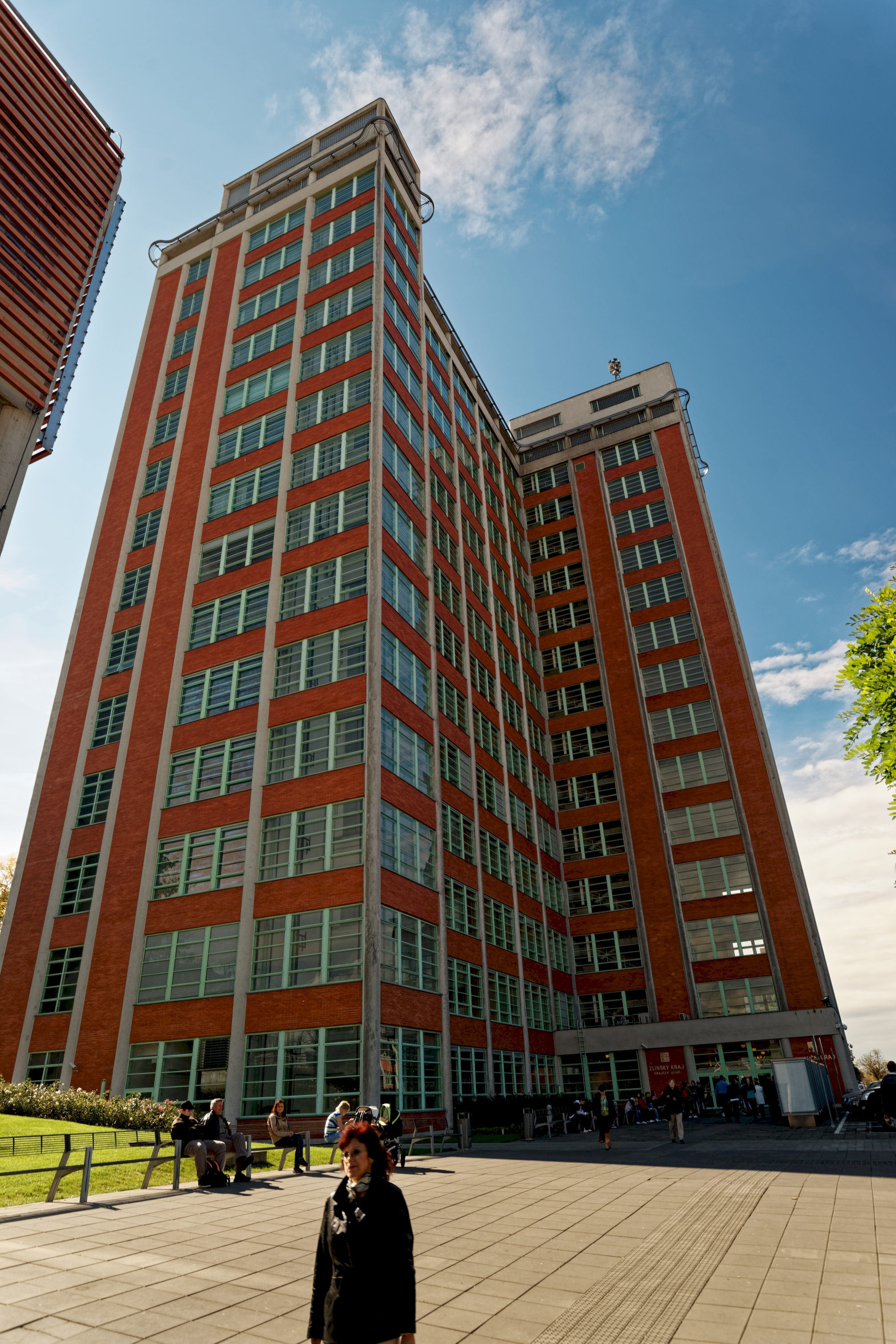
Хмарочос "21".